# Urspringer Filz,Premer Filz und Viehweiden
Urspringer Filz,Premer Filz und Viehweiden este o arie protejată (arie specială de conservare — SAC, sit de importanță comunitară — SCI) din Germania întinsă pe o suprafață de 538,2 ha, integral pe uscat.

## Localizare
Centrul sitului Urspringer Filz,Premer Filz und Viehweiden este situat la coordonatele 47°40′06″N 10°49′30″E / 47.6683°N 10.825°E.

## Înființare
Situl Urspringer Filz,Premer Filz und Viehweiden a fost declarat sit de importanță comunitară în noiembrie 2004 pentru a proteja 1 specie de plante și 7 specii de animale. Situl a fost protejat și ca arie specială de conservare în aprilie 2016.

## Biodiversitate
Situată în ecoregiunea continentală, aria protejată conține 13 habitate naturale: Lacuri eutrofice naturale cu vegetație de tip Magnopotamion sau Hydrocharition, Cursuri de apă de la nivel de câmpie la nivel montan, cu vegetație Ranunculion fluitantis și Callitricho-Batrachion, Pajiști uscate seminaturale și facies de acoperire cu tufișuri pe substraturi calcaroase (Festuco-Brometalia) (* situri importante pentru orhidee), Pajiști uscate seminaturale și facies de acoperire cu tufișuri pe substraturi calcaroase (Festuco-Brometalia) (* situri importante pentru orhidee), Pajiști cu Molinia pe soluri calcaroase, turboase sau argilos-nămoloase (Molinion caeruleae), Liziere de ierburi înalte hidrofile de câmpie și de nivel montan până la alpin, Fânețe de joasă altitudine (Alopecurus pratensis, Sanguisorba officinalis), Mlaștini oligotrofe degradate, capabile încă de regenerare naturală, Mlaștini turboase de tranziție și turbării mișcătoare, Depresiuni pe substraturi de turbă de Rhynchosporion, Izvoare petrifiante cu formare de travertin (Cratoneurion), Mlaștini alcaline, Mlaștini împădurite.
La baza desemnării sitului se află mai multe specii protejate:
- plante (1): Apium repens
- amfibieni (2): izvoraș-cu-burta-galbenă (Bombina variegata), triton cu creastă (Triturus cristatus)
- nevertebrate (5): Carabus variolosus, Coenagrion mercuriale, fluturele auriu (Euphydryas aurinia), Vertigo angustior, Vertigo geyeri